# کمیسر اروپا برای مشاغل و حقوق اجتماعی
کمیسر اروپا برای مشاغل و حقوق اجتماعی (انگلیسی: European Commissioner for Jobs and Social Rights) یک سمت در کمیسیون اروپا است. این سمت پیش از این تا سال ۲۰۱۹ به عنوان کمیساریای استخدام امور اجتماعی، مهارت‌ها و تحرک نیروی کار شناخته می‌شد.
این مقام اروپایی مسئول امور مربوط به اشتغال، امور اجتماعی، مهارت‌ها و تحرک نیروی کار است. علاوه بر این هماهنگ‌کننده صندوق اجتماعی اروپا (ESF)، صندوق تعدیل جهانی شدن اروپا (EGF) و مدیریت برنامه اتحادیه اروپا برای ایجاد اشتغال و نوآوری اجتماعی (EaSI) است. همچنین سه برنامه اتحادیه اروپا را از سال ۲۰۱۴ دنبال می‌کند که شامل خدمات استخدامی اروپا، افزایش سرمایه‌گذاری و حمایت از سرمایه‌گذاری خرد است.

## فهرست کمیسرهای اروپا
|    | نام | کشور              | مدت           | کمیسیون    |                                 |
| -- | --- | ----------------- | ------------- | ---------- | ------------------------------- |
| ۱  |     | لیونلو لوی ساندری | ایتالیا       | ۱۹۶۷–۱۹۷۰  | کمیسیون ری                      |
| ۲  |     | آلبرت کوپه        | بلژیک         | ۱۹۷۰–۱۹۷۳  | کمیسیون مالفاتی، کمیسیون منشولت |
| ۳  |     | پاتریک هیلری      | جمهوری ایرلند | ۱۹۷۳–۱۹۷۷  | کمیسیون اورتولی                 |
| ۴  |     | هنک وردلینگ       | هلند          | ۱۹۷۷–۱۹۸۱  | کمیسیون جنکینز                  |
| ۵  |     | ایور ریچارد       | بریتانیا      | ۱۹۸۱–۱۹۸۵  | کمیسیون خار                     |
| ۶  |     | پیتر ساترلند      | ایرلند        | ۱۹۸۵–۱۹۸۹  | کمیسیون دلورز I                 |
| ۷  |     | واسو پاپاندرئو    | یونان         | ۱۹۸۹–۱۹۹۲  | کمیسیون دلورز دوم               |
| ۸  |     | پادریگ فلین       | ایرلند        | ۱۹۹۳–۱۹۹۹  | کمیسیون دلور III، کمیسیون سانتر |
| ۹  |     | آنا دیامانتوپولو  | یونان         | ۱۹۹۹–۲۰۰۴  | کمیسیون پرودی                   |
| ۱۰ |     | ولادیمیر اشپیدلا  | جمهوری چک     | ۲۰۰۴–۲۰۱۰  | کمیسیون باروسو I                |
| ۱۱ |     | لازلو آندور       | مجارستان      | ۲۰۱۰–۲۰۱۴  | کمیسیون باروسو دوم              |
| ۱۲ |     | ماریان تیسن       | بلژیک         | ۲۰۱۴–۲۰۱۹  | کمیسیون یونکر                   |
| ۱۳ |     | نیکولاس اشمیت     | لوکزامبورگ    | ۲۰۱۹–اکنون | کمیسیون اورزولا فون در لاین     |